# 羅安達省
羅安達省（葡萄牙語：Luanda）位於安哥拉西北，與本哥省相鄰，西臨大西洋。

## 交通
以面包车为主，公交车为辅的城市公共交通系统。多自驾车出行。